# Ulica Pod Trzema Mostami w Gnieźnie
Ulica Pod Trzema Mostami w Gnieźnie – ulica w centralnej części Gniezna, jej nazwa pochodzi od trzech przerzuconych nad nią wiaduktów kolejowych.